# Sedang (Betung)
Sedang is een bestuurslaag in het regentschap Banyuasin van de provincie Zuid-Sumatra, Indonesië. Sedang telt 1834 inwoners (volkstelling 2010).